# الآباء الثالوثيين

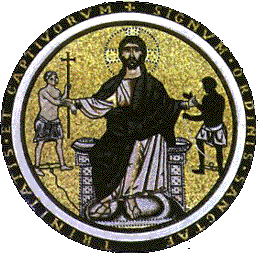
فسيفساء للقديس يوحنا دي ماثا في بروفنس لإحياء ذكرى أول قداس له باعتباره مؤسسًا لأمر الثالوث المقدس والأسرى.

الآباء الثالوثيون أو أمر الثالوث المقدس والأسرى أو الأمر الثالوثي هي رهبانية كاثوليكية أسسها الفرنسي القديس يوحنا دي ماثا (1154-1213)، المولود في بروفنس، بمرسوم صادر من الحبر الأعظم البابا إينوسنت الثالث في 17 ديسمبر 1198. وتهدف الرهبانية إلى فدية السجناء المسيحيين وإطلاق سراحهم. وحقق الثالوثيون الحوار بين الحضارات في بلدان البحر المتوسط والتبادل الثقافي بقبول سلمي وروحي. وتنطلق روحانية الثالوثيين من سر الثالوث الأقدس كأسلوب للحياة وهدف وسر الفداء كسر التحرّر. جدد الرهبانية القديس يوحنا المعمدان من جماعة الحبل بلا دنس وفق روحانية العصر الذهبي الإسباني.